# Сватбата в Кана
Сватбата в Кана Галилейска е епизод от живота на Иисус Христос, при който според Евангелие от Йоан той извършва първото си чудо. Според евангелието Иисус, майка му и негови ученици са поканени на сватба в галилейското село Кана - когато виното свършва, той превръща вода във вино, за да продължи празненството.